# フリーピット
株式会社フリーピット（Freepit Co.,Ltd.）は、テレビ番組あるいは地方ローカル局番組の制作を手がけている会社である。
設立から30年以上経つ、老舗TV制作会社として、 テレビだけでなく、CMやイベント映像など多方面に活動。

## 会社概要

### 本社等の所在地
- 本社：〒160-0022　東京都新宿区新宿1-10-3　太田紙興新宿ビル8F
- ソウル制作室：ソウル市龍山区ハンガンロ1街

### 役員
- 代表取締役社長：草野弘文
- 取締役：小宮洋文、増田貴光、赤坂康一、柴田穣

## 所属スタッフ
- 制作本部
- 管理部
- 第一制作部
- 第二制作部
- ビジネス開発部
- 地方戦略部
- ソウル制作部

## 主なテレビ番組作品

### 現在放送中の番組
（特番（不定期）も含む）
- 芸能人が本気で考えた!ドッキリGP（フジテレビ）
- 情熱大陸（MBS）
- ウワサのお客さま（フジテレビ）
- 東京サイト（テレビ朝日）
- スッキリ（日本テレビ）

など

## テレビ番組以外の仕事
韓国撮影のコーディネート部門。ソウルに事務所があって専門スタッフがいる。
- 韓国ぐるり列車の旅
- タカトシ牧場韓国SP
- 謝りたい人がいます
- 未来の主役
- スッキリ！！
- 激論コロシアム
- たかじんnoマネーBLACK
- グローバルビジョン
- おとななてれび
- バンキシャ

など